# Bouquet de fleurs (Savery)
Bouquet de fleurs est une peinture à l'huile sur bois, datée vers 1611, du peintre maniériste tardif des Pays-Bas espagnols du Siècle d'or néerlandais Roelandt Savery, conservée au palais des Beaux-Arts de Lille.

## Contexte
Roelandt Savery est principalement un peintre de paysages peuplés d'animaux ; il n'a consacré qu'un dixième de son œuvre aux tableaux de fleurs. Son influence sur le développement de ce genre aux Pays-Bas est cependant importante. Contrairement à ses contemporains, il y multiplie les variétés, près de cent cinquante, dont les représentations sont toujours renouvelées.
Au service de Rodolphe II (empereur du Saint-Empire) à Prague de 1604 à 1612, il évolue dans une cour fascinée par la science, la nature et les arts. Les collections de son protecteur renferment des sources botaniques, des spécimens vivants et des œuvres d'art qui ont pu l'inspirer. Il a probablement été influencé par Jan Brueghel l'Ancien, Jacob De Gheyn le Jeune et surtout Joris Hoefnagel, miniaturiste au réalisme méticuleux auquel il a succédé, que le souverain admirait.

## Description
Des fleurs sont assemblées dans un verre sur une étagère. Le caractéristique roemer présent sur les tables servies fait office de vase. Quelques insectes viennent habiter cette composition.

## Analyse
Les fleurs de ce bouquet, à peine écloses, épanouies ou déjà fanées, illustrent le cycle de la vie et suggèrent l'inexorable écoulement du temps. Comme dans nombre de peintures du début du XVIIe siècle, des spécimens fleurissant à différents moments de l'année s'y côtoient. Par ce dépassement de la réalité, le peintre peut avoir voulu évoquer le cycle des saisons ou surpasser le Créateur.
L'admiration du génie de l'artiste autant que la glorification et la délectation du monde sont recherchées dans ces créations précieuses.

## Exposition
Cette peinture est exposée dans le cadre de l'exposition Les Choses. Une histoire de la nature morte au musée du Louvre du 12 octobre 2022 au 23 janvier 2023, parmi les œuvres de l'espace nommé « Sélectionner, collectionner, classer ».